# Itabaiana (Sergipe)
Pour les articles homonymes, voir Itabaiana.
Itabaiana est une ville brésilienne du centre de l'État du Sergipe.

## Géographie
Itabaiana se situe par une latitude de 10° 41' 06" sud et par une longitude de 37° 25' 30" ouest, à une altitude de 188 mètres.
Sa population était de 83 167 habitants au recensement de 2007. La municipalité s'étend sur 337 km2.
Elle est le principal centre urbain de la microrégion de l'Agreste d'Itabaiana, dans la mésorégion de l'Agreste du Sergipe.